# Дилян Колев
Дилян Колев е български футболист, продукт на Академия Литекс и бивш състезател на Младежкия национален отбор на България. Играе на поста дефанзивен полузащитник, силният му крак е десният.

## Състезателна кариера
През 2002 г. роденият в гр. Бяла младеж отива на проби в тима от „града на люляците“ и само след две тренировки е приет в детско-юношеската академия на ловчанлии, първият му треньор е Йордан Йорданов. Преминава през всичките възрастови формации на ловчанлии, а треньори още са му били специалисти като Стефан Яръмов, Пламен Линков и Николай Димитров-Джайч. Като юноша на „оранжевите“ въпреки че играе с по-големия набор род.87 печели турнира за Купата Юлиян Манзаров през 2005 г.
Същата година печели и бронзов медал от турнира за Купата на БФС (отново с набор 87 на Литекс). През 2006 г. е избран за „Най-добър юноша“ на ловчанлии и неслучайно е определян за наследник на легендата Небойша Йеленкович. Изявите на младока привличат вниманието на тогавашния старши треньор Люпко Петрович. Изявеният талант започва подготовка с първия отбор, като играе и в 7-8 контролни срещи , но така и не записва официален дебют за първия отбор. През юли 2007 г. заедно с другите юноши на „оранжевите“ Николай Цветков, Филип Филипов, Красимир Георгиев и Тихомир Трифонов е пратен да се обиграва в Локомотив Мездра, а по-късно подписва и професионален договор. Въпреки че се представя силно в предсезонната подготовка, не получава шанс за изява и през зимната пауза е отдаден под наем на Бенковски (Бяла).
След края на сезона от Мездра така и не му предлагат дългосрочен договор и той подписва такъв с отбора на Ком-Миньор (Берковица). С добрите си изяви приковава върху себе си вниманието на водещите български клубове. В началото на февруари 2011 г. подписва договор за срок от година и половина с елитния Сливен, като бившият му клуб от Берковица ще получи 30% от негов бъдещ трансфер. Има престой в молдовския Костулени, където треньор му е Велизар Попов.
От 2012 г. е състезател на черногорския Челик Никшич. На 22 октомври 2012 г. е избран за Състезател на кръга в шампионата на Черна гора. 

## Национален отбор
През 2009 г. треньорът на Мл. Нац. отбор Иван Колев го вика в състава си за квалификациите на Европейско първенство за младежи. Има записани срещи срещу връстниците си от Черна гора, Казахстан и Швеция.

## Успехи
- Международен юношески турнир „Юлиян Манзаров“ - 2005